# Црква Свете Тројице у Туларама
Црква Свете Тројице у Туларама, насељеном месту на територији општине Медвеђа, православни је храм који припада Епархији нишкој Српске православне цркве.
Црква посвећена Светој Тројици, грађена је у периоду од 1900. до 1903. године. На порталу изнад улазних врата храма записано је: У славу Свете Тројице сазида се 1902. године трудом и добровољним прилогом побожних Срба из Црне Горе и Старе Србије, овде на граници Краљевине Србије досељених.
Храм има високи иконостас и није живописан.